# زغليك كوربلاغ (قشلاق أهر)
زغليك كوربلاغ (بالفارسية: زگلیک کوربلاغ) هي منطقة سكنية تقع في إيران في قسم قشلاق الریفي. يقدر عدد سكانها بـ 223 نسمة .